# Tournoi de clôture du championnat du Costa Rica de football 2024
Navigation
Tournoi précédent Tournoi suivant
Le tournoi Clausura 2024 est le trente-quatrième tournoi saisonnier disputé au Costa Rica. C'est cependant la 119e fois que le titre de champion du Costa Rica est remis en jeu.
Lors de ce tournoi, le Deportivo Saprissa tente de conserver son titre de champion du Costa Rica face aux onze meilleurs clubs costariciens.

## Équipes participantes
| \| Alajuelense Cartaginés Herediano Guanacasteca Pérez Zeledón Saprissa Sporting San Carlos Santos Liberia Grecia Puntarenas \| Localisation des équipes. |
| Alajuelense Cartaginés Herediano Guanacasteca Pérez Zeledón Saprissa Sporting San Carlos Santos Liberia Grecia Puntarenas                                 |

Ce tableau présente les douze équipes qualifiées pour disputer le championnat 2023-2024. On y trouve le nom des clubs, le nom des stades dans lesquels ils évoluent ainsi que la capacité et la localisation de ces derniers.
| Équipe                  | Ville                  | Stade                             | Capacité |
| LD Alajuelense          | Alajuela               | Stade Alejandro Morera Soto       | 17 900   |
| CS Cartaginés           | Cartago                | Stade José Rafael Ivankovich      | 13 500   |
| Municipal Grecia        | Grecia                 | Stade Allen Riggioni              | 4 000    |
| Municipal Liberia       | Liberia                | Estadio Edgardo Baltodano Briceño | 5 000    |
| CS Herediano            | Guadalupe              | Stade Coyella Fonseca             | 4 500    |
| AD Guanacasteca         | Nicoya                 | Stade Chorotega                   | 3 000    |
| Puntarenas FC           | Puntarenas             | Stade Lito Pérez                  | 4 105    |
| Municipal Pérez Zeledón | San Isidro del General | Stade Municipal Pérez Zeledón     | 6 000    |
| AD San Carlos           | Ciudad Quesada         | Stade Carlos Ugalde Álvarez       | 5 000    |
| SD Santos               | Guápiles               | Stade Ebal Rodríguez              | 3 000    |
| Deportivo Saprissa      | San José               | Stade Ricardo Saprissa            | 23 100   |
| Sporting FC             | San José               | Stade Ernesto Rohrmoser           | 3 000    |

## Compétition
Le tournoi Apertura est divisé en trois phases :
- La phase de qualification : les vingt-deux journées de championnat.
- La phase finale : les matchs aller-retour allant des demi-finales à la finale.
- La finale nationale éventuelle : s'il ne remporte pas la phase finale, le vainqueur de la phase de qualification fait face au vainqueur de la phase finale pour déterminer le champion du tournoi.

### Phase de qualification
Lors de la phase de qualification, chaque équipe affrontent à deux reprises toutes les équipes.
Les quatre meilleures équipes sont directement qualifiées pour la phase finale.
Le classement est établi sur le barème de points classique (victoire à 3 points, match nul à 1, défaite à 0).
Le départage final se fait selon les critères suivants :
- Le nombre de points.
- La différence de buts générale.
- La différence de buts particulière.
- Le nombre de buts marqués.

#### Classements
| Rang | Équipe                  | Pts | J  | G  | N | P  | Bp | Bc | Diff |
| ---- | ----------------------- | --- | -- | -- | - | -- | -- | -- | ---- |
| 1    | Deportivo Saprissa T    | 48  | 22 | 14 | 6 | 2  | 41 | 18 | +23  |
| 2    | CS Herediano            | 44  | 22 | 13 | 5 | 4  | 34 | 17 | +17  |
| 3    | LD Alajuelense          | 41  | 22 | 11 | 8 | 3  | 37 | 18 | +19  |
| 4    | AD San Carlos           | 37  | 22 | 10 | 7 | 5  | 40 | 29 | +11  |
| 5    | Municipal Liberia P     | 37  | 22 | 11 | 4 | 7  | 36 | 31 | +5   |
| 6    | Sporting FC             | 32  | 22 | 9  | 5 | 8  | 29 | 28 | +1   |
| 7    | AD Guanacasteca         | 30  | 22 | 8  | 6 | 8  | 30 | 26 | +4   |
| 8    | Municipal Pérez Zeledón | 23  | 22 | 6  | 5 | 11 | 19 | 30 | -11  |
| 9    | CS Cartaginés           | 20  | 22 | 4  | 8 | 10 | 23 | 32 | -9   |
| 10   | Puntarenas FC           | 19  | 22 | 4  | 7 | 11 | 20 | 35 | -15  |
| 11   | Municipal Grecia        | 15  | 22 | 3  | 6 | 13 | 18 | 31 | -13  |
| 12   | SD Santos               | 15  | 22 | 4  | 3 | 16 | 19 | 50 | -31  |

#### Résultats
| Résultats (▼dom., ►ext.) | SAP | LDA | CSH | CSC | ADG | SCA | SFC | SAN | LIB | PFC | MPZ | GRE |
| Deportivo Saprissa       |     | 0-0 | 2-0 | 1-1 | 4-1 | 2-2 | 2-1 | 3-1 | 2-2 | 3-0 | 1-0 | 1-0 |
| LD Alajuelense           | 2-2 |     | 0-1 | 0-1 | 5-0 | 1-1 | 3-2 | 4-0 | 0-0 | 3-2 | 3-2 | 3-1 |
| CS Herediano             | 2-1 | 1-1 |     | 1-1 | 2-1 | 0-1 | 2-0 | 2-1 | 4-0 | 3-0 | 1-0 | 3-3 |
| CS Cartaginés            | 3-4 | 0-0 | 1-3 |     | 1-2 | 3-1 | 1-1 | 2-0 | 0-1 | 0-0 | 0-2 | 2-0 |
| AD Guanacasteca          | 0-0 | 3-0 | 1-2 | 1-0 |     | 0-1 | 4-2 | 2-2 | 1-1 | 3-0 | 4-0 | 1-0 |
| AD San Carlos            | 0-3 | 2-3 | 2-0 | 2-0 | 1-1 |     | 0-1 | 4-0 | 3-2 | 1-1 | 3-1 | 2-0 |
| Sporting FC              | 0-2 | 1-1 | 1-1 | 2-0 | 3-2 | 0-2 |     | 2-1 | 3-2 | 1-0 | 0-0 | 4-1 |
| SD Santos                | 1-3 | 0-3 | 0-4 | 0-2 | 0-0 | 2-4 | 0-2 |     | 3-0 | 2-1 | 2-1 | 0-2 |
| Municipal Liberia        | 1-2 | 0-4 | 0-1 | 3-1 | 1-0 | 3-3 | 2-0 | 5-0 |     | 2-1 | 3-1 | 1-0 |
| Puntarenas FC            | 0-2 | 0-1 | 0-0 | 1-1 | 3-2 | 2-2 | 2-1 | 3-1 | 1-2 |     | 0-0 | 0-0 |
| Municipal Pérez Zeledón  | 1-0 | 0-1 | 1-0 | 2-2 | 0-0 | 2-1 | 1-2 | 2-1 | 0-3 | 1-0 |     | 1-1 |
| Municipal Grecia         | 0-1 | 1-1 | 0-1 | 2-0 | 0-1 | 2-2 | 2-2 | 0-1 | 1-2 | 0-1 | 2-1 |     |

#### Phase classique
| Journée →               | 1  | 2  | 3  | 4  | 5  | 6    | 7    | 8    | 9    | 10  | 11  | 12  | 13   | 14  | 15 | 16 | 17 | 18 | 19   | 20 | 21 | 22 | Journée en phase finale provisoire |
| ----------------------- | -- | -- | -- | -- | -- | ---- | ---- | ---- | ---- | --- | --- | --- | ---- | --- | -- | -- | -- | -- | ---- | -- | -- | -- | ---------------------------------- |
| Deportivo Saprissa T    | 1  | 5  | 5  | 6  | 7  | 3+1  | 3+1  | 4    | 4    | 5-1 | 6-1 | 6-1 | 4 -1 | 3-1 | 3  | 2  | 2  | 2  | 1    | 1  | 1  | 1  | 15                                 |
| CS Herediano            | 6  | 4  | 4  | 4  | 1  | 1    | 1    | 1    | 1    | 1   | 1   | 1   | 1    | 1   | 1  | 1  | 1  | 1  | 2-1  | 2  | 2  | 2  | 21                                 |
| LD Alajuelense          | 4  | 3  | 3  | 2  | 4  | 2+1  | 2+1  | 2+1  | 3+1  | 2   | 3   | 3   | 3    | 4   | 4  | 4  | 4  | 4  | 4-1  | 4  | 3  | 3  | 21                                 |
| AD San Carlos           | 3  | 1  | 1  | 3  | 5  | 6    | 4    | 3    | 3    | 2   | 2   | 2   | 2    | 2   | 2  | 3  | 3  | 3  | 3+1  | 3  | 4  | 4  | 20                                 |
| Municipal Liberia P     | 7  | 10 | 10 | 8  | 6  | 8    | 6    | 6    | 5    | 6   | 4   | 5   | 7    | 5   | 6  | 5  | 5  | 5  | 5+1  | 5  | 5  | 5  | 1                                  |
| Sporting FC             | 8  | 8  | 8  | 10 | 12 | 9    | 11   | 9    | 11   | 9   | 7   | 7   | 8    | 7   | 7  | 7  | 7  | 6  | 6    | 6  | 6  | 6  |                                    |
| AD Guanacasteca         | 5  | 2  | 2  | 1  | 3  | 4    | 5    | 5    | 6    | 4   | 5   | 4   | 5    | 6   | 5  | 6  | 6  | 7  | 7    | 7  | 7  | 7  | 6                                  |
| Municipal Pérez Zeledón | 10 | 7  | 7  | 7  | 8  | 7    | 8    | 8    | 7    | 7-1 | 8-1 | 8-1 | 9-1  | 8-1 | 8  | 10 | 10 | 10 | 10-1 | 8  | 8  | 8  |                                    |
| CS Cartaginés           | 2  | 6  | 6  | 5  | 2  | 5    | 7    | 7    | 8    | 8   | 9   | 9   | 10   | 10  | 11 | 8  | 8  | 8  | 9-1  | 9  | 9  | 9  | 2                                  |
| Puntarenas FC           | 12 | 12 | 12 | 12 | 9  | 10+1 | 9+1  | 10+1 | 10+1 | 11  | 10  | 10  | 9    | 9   | 10 | 9  | 9  | 11 | 8    | 10 | 10 | 10 |                                    |
| Municipal Grecia        | 9  | 9  | 9  | 11 | 11 | 12+1 | 10+1 | 11   | 9    | 10  | 11  | 11  | 11   | 11  | 9  | 11 | 11 | 11 | 11   | 12 | 12 | 11 |                                    |
| SD Santos               | 11 | 11 | 11 | 9  | 10 | 11   | 12   | 12   | 12   | 12  | 12  | 12  | 12   | 12  | 12 | 12 | 12 | 12 | 12   | 11 | 11 | 12 |                                    |

En exposant rouge, le nombre de matches d'avance ou de retard pour les équipes concernées :

## Phase finale
Les quatre équipes qualifiées sont réparties dans le tableau final d'après leur classement dans la première phase, le premier affrontant le quatrième et le second affrontant le troisième lors des demi-finales.
En cas d'égalité sur la somme des deux matchs, c'est la position au classement général qui départage les deux équipes, sauf pour la finale où des prolongations puis une séance de tirs au but ont éventuellement lieu.
Si le vainqueur de la finale est l'équipe ayant terminé première au classement général, alors elle est déclarée championne du tournoi. En revanche, si le vainqueur est différent, une grande finale est organisée entre le vainqueur de la finale et le premier du classement général pour déterminer le champion national du tournoi.
|  | Demi-finales | Demi-finales       | Demi-finales       | Demi-finales       |                |                | Finale       | Finale       | Finale       | Finale       |
|  |              |                    |                    |                    |                |                |              |              |              |              |
|  | 15 et 18 mai | 15 et 18 mai       | 15 et 18 mai       | 15 et 18 mai       |                |                | 22 et 26 mai | 22 et 26 mai | 22 et 26 mai | 22 et 26 mai |
|  | 3            | LD Alajuelense     | 1                  | 0(2)               |                |                | 22 et 26 mai | 22 et 26 mai | 22 et 26 mai | 22 et 26 mai |
|  | 3            | LD Alajuelense     | 1                  | 0(2)               |                |                | 22 et 26 mai | 22 et 26 mai | 22 et 26 mai | 22 et 26 mai |
|  | 2            | CS Herediano       | 0                  | 1(0)               |                |                | 22 et 26 mai | 22 et 26 mai | 22 et 26 mai | 22 et 26 mai |
|  | 2            | CS Herediano       | 0                  | 1(0)               | LD Alajuelense | LD Alajuelense | 1            | 0            |              |              |
|  | 16 et 19 mai |                    |                    |                    | LD Alajuelense | LD Alajuelense | 1            | 0            |              |              |
|  |              |                    | Deportivo Saprissa | Deportivo Saprissa | 0              | 3              |              |              |              |              |
|  | 4            | AD San Carlos      | Deportivo Saprissa | Deportivo Saprissa | 0              | 3              | 0            | 0            |              |              |
|  | 4            | AD San Carlos      |                    |                    |                |                |              | 0            |              |              |
|  | 1            | Deportivo Saprissa | 1                  | 4                  |                |                |              |              |              |              |
|  | 1            | Deportivo Saprissa | 1                  | 4                  |                |                |              |              |              |              |

### Demi-finales
| Club           | Aller | Total       | Retour | Club               | Commentaire |
| LD Alajuelense | 1 - 0 | 1 - 1 (2-0) | 0 - 1  | CS Herediano       |             |
| AD San Carlos  | 0 - 1 | 0 - 5       | 0 - 4  | Deportivo Saprissa |             |

### Finale
| 22 mai 2024 | LD Alajuelense                             | 1 - 0   | Deportivo Saprissa | Stade Alejandro Morera Soto, Alajuela |  |
| 20h00 UTC-6 | Joshua Navarro 90+17e                      | (0 - 0) | |                                       |  |
| 20h00 UTC-6 | Jonathan Moya 90+7e · Joel Campbell 90+19e |         | 38e, 39e Kevin Chamorro · 72e Luis Paradela · 90+2e Mariano Torres · 90+16e Douglas Sequeira · 90+20e Gerald Taylor · 90+21e David Guzmán |                                       |  |

| 26 mai 2024 | Deportivo Saprissa                                             | 3 - 0   | LD Alajuelense | Stade Ricardo Saprissa Aymá, San José |  |
| 16h00 UTC-6 | Ariel Rodriguez 15e · Luis Paradela 71e · Orlando Sinclair 87e | (1 - 0) |                |                                       |  |

## Résultats des clubs en Coupe International
| CS Herediano       | Coupe des champions de la CONCACAF | Quart de Finale    | CF Pachuca                           |
| LD Alajuelense     | Coupe des champions de la CONCACAF | Huitième de Finale | Revolution de la Nouvelle-Angleterre |
| Deportivo Saprissa | Coupe des champions de la CONCACAF | Premier tour       | Union de Philadelphie                |

## Classement cumulatif
| Rang | Équipe                  | Pts  | J  | G  | N  | P  | Bp | Bc | Diff |
| ---- | ----------------------- | ---- | -- | -- | -- | -- | -- | -- | ---- |
| 1    | Deportivo Saprissa C    | 103  | 44 | 32 | 7  | 5  | 94 | 37 | +57  |
| 2    | LD Alajuelense          | 87   | 44 | 25 | 12 | 7  | 79 | 41 | +38  |
| 3    | CS Herediano            | 87   | 44 | 26 | 9  | 9  | 78 | 38 | +40  |
| 4    | AD Guanacasteca         | 66   | 44 | 19 | 9  | 16 | 58 | 63 | -5   |
| 5    | AD San Carlos           | 63   | 44 | 17 | 12 | 15 | 66 | 57 | +9   |
| 6    | Municipal Liberia P     | 59   | 44 | 16 | 11 | 17 | 72 | 74 | -2   |
| 7    | CS Cartaginés           | 58   | 44 | 15 | 13 | 17 | 57 | 58 | -1   |
| 8    | Sporting FC             | 58   | 44 | 16 | 10 | 18 | 55 | 64 | -9   |
| 9    | SD Santos               | 41   | 44 | 10 | 11 | 23 | 36 | 76 | -40  |
| 10   | Municipal Pérez Zeledón | 40   | 44 | 10 | 10 | 24 | 36 | 76 | -40  |
| 11   | Puntarenas FC           | 37-3 | 44 | 10 | 10 | 24 | 45 | 66 | -21  |
| 12   | Municipal Grecia        | 30   | 44 | 6  | 12 | 26 | 37 | 73 | -36  |

| Légende : Qualifications et relégations | Légende : Qualifications et relégations                                   |
| --------------------------------------- | ------------------------------------------------------------------------- |
|                                         | Qualification pour la Coupe d'Amérique centrale 2024                      |
|                                         | Relégué en Segunda División                                               |
|                                         | C Vainqueur des deux tournois de la saison P Promu de la saison 2022-2023 |

| Rang | Équipe                  | Pts  | J  | G  | N  | P  | Bp | Bc | Diff |
| ---- | ----------------------- | ---- | -- | -- | -- | -- | -- | -- | ---- |
| 1    | Deportivo Saprissa C    | 103  | 44 | 32 | 7  | 5  | 94 | 37 | +57  |
| 2    | LD Alajuelense          | 87   | 44 | 25 | 12 | 7  | 79 | 41 | +38  |
| 3    | CS Herediano            | 87   | 44 | 26 | 9  | 9  | 78 | 38 | +40  |
| 4    | AD Guanacasteca         | 66   | 44 | 19 | 9  | 16 | 58 | 63 | -5   |
| 5    | AD San Carlos           | 63   | 44 | 17 | 12 | 15 | 66 | 57 | +9   |
| 6    | Municipal Liberia P     | 59   | 44 | 16 | 11 | 17 | 72 | 74 | -2   |
| 7    | CS Cartaginés           | 58   | 44 | 15 | 13 | 17 | 57 | 58 | -1   |
| 8    | Sporting FC             | 58   | 44 | 16 | 10 | 18 | 55 | 64 | -9   |
| 9    | SD Santos               | 41   | 44 | 10 | 11 | 23 | 36 | 76 | -40  |
| 10   | Municipal Pérez Zeledón | 40   | 44 | 10 | 10 | 24 | 36 | 76 | -40  |
| 11   | Puntarenas FC           | 37-3 | 44 | 10 | 10 | 24 | 45 | 66 | -21  |
| 12   | Municipal Grecia        | 30   | 44 | 6  | 12 | 26 | 37 | 73 | -36  |

| Légende : Qualifications et relégations | Légende : Qualifications et relégations                                   |
| --------------------------------------- | ------------------------------------------------------------------------- |
|                                         | Qualification pour la Coupe d'Amérique centrale 2024                      |
|                                         | Relégué en Segunda División                                               |
|                                         | C Vainqueur des deux tournois de la saison P Promu de la saison 2022-2023 |

## Bilan du tournoi
| Tournoi de clôture du championnat de football du Costa Rica 2024 |                                |
| Champion                                                         | Deportivo Saprissa (40e titre) |
| Dauphin                                                          | LD Alajuelense                 |
| Qualifications continentales                                     |                                |
| Coupe d'Amérique centrale de la CONCACAF 2024                    | Deportivo Saprissa             |
| Coupe d'Amérique centrale de la CONCACAF 2024                    | LD Alajuelense                 |
| Coupe d'Amérique centrale de la CONCACAF 2024                    | CS Herediano                   |
| Coupe d'Amérique centrale de la CONCACAF 2024                    | AD Guanacasteca                |
| Promotions et relégations                                        |                                |
| Promus en Primera División                                       | Santa Ana FC                   |
| Relégués en Segunda División                                     | Municipal Grecia               |